# Frontera entre Egipto y Sudán
La frontera entre Egipto y Sudán está constituida por los límites terrestres y marítimos que separan ambos países.

## Trazado
La frontera terrestre entre ambos países sigue esencialmente el paralelo 22° norte. Inicia al oeste en el trifinio entre Egipto, Libia y Sudán, en la intersección con el meridiano 25° este, que forma al norte la frontera entre Egipto y Libia, después sigue hacia el este a lo largo del paralelo en dirección al mar Rojo.
Al llegar al Nilo, la frontera se orienta bruscamente hacia el norte. En este sitio remonta el curso del río sobre una veintena de kilómetros y aproximadamente 12 km de anchura (es decir a medio camino entre el paralelo 22° norte y Abu Simbel) en la llamada "saliente de Wadi Halfa". Después de esto, la frontera retoma el recorrido del paralelo 22°.
En el este, un poco más allá del meridiano 33° este, el trazado está en disputa. El pequeño territorio de Bir Tawil, situado al sur del paralelo, no está reivindicado por ningún de los dos países. Un territorio más vasto, el triángulo de Hala'ib, está ubicado al norte de la frontera y está administrado por Egipto, aunque Sudán lo reivindica igualmente.
Los egipcios basan su reivindicación en el trazado de 1899, momento del establecimiento del condominio anglo-egipcio sobre Sudán cuya frontera seguía el paralelo en toda su longitud. Los sudaneses se remiten al trazado de 1902, fecha en la cual los británicos dibujaron una segunda frontera administrativa, que anexaba el triángulo de Hala'ib a Sudán. La región está disputada entre ambos países desde su independencia. A causa de esta disputa, la frontera marítima entre Egipto y Sudán no está definida en el mar Rojo.

## Historia
El 19 de enero de 1899, el acuerdo entre el Jedivato de Egipto y el Reino Unido en lo relativo al Sudán anglo-egipcio fijó el límite norte en el paralelo 22°. La saliente de Wadi Halfa fue transferida a Sudán el 26 de marzo de 1899, con el fin de proporcionarle un terminus norte a una posible línea ferroviaria entre Faras y Jartum.
El 25 de julio de 1902, fue creada una segunda frontera administrativa con el fin de facilitar la gestión de las tribus nómadas a lo largo de la frontera.
El límite occidental de la frontera fue delimitado en 1925 por un acuerdo entre los reinos de Egipto e Italia en lo relativo a Libia. Cuando Sudán obtuvo su independencia en 1956, Egipto reconoció el trazado actual de Hala'ib como parte de Sudán.

## Anexos
- Triángulo de Hala'ib
- Bir Tawil
- Wadi Halfa
- Terra nullius